# Brachyiulus pentheri
Brachyiulus pentheri är en mångfotingart som beskrevs av Karl Wilhelm Verhoeff 1905. Brachyiulus pentheri ingår i släktet Brachyiulus och familjen kejsardubbelfotingar. Inga underarter finns listade i Catalogue of Life.